# Paris-Roubaix de 1990
A 88.º edição da corrida ciclista Paris-Roubaix teve lugar a 8 de abril de 1990 e foi vencida pelo belga Eddy Planckaert quem ganhou ao sprint a um grupo de outros três corredores. A prova constou de 265 quilómetros chegando o cuarteto cabecero num tempo de 7h 37' 02".

## Classificação Final
| Posição | Ciclista                | Equipa              | Tempo      |
| ------- | ----------------------- | ------------------- | ---------- |
| 1.      | Eddy Planckaert         | Panasonic-Sportlife | 7h 37' 02" |
| 2.      | Steve Bauer             | 7 Eleven-Hoonved    | m.t.       |
| 3.      | Edwig Van Hooydonck     | Buckler             | m.t.       |
| 4.      | Martial Gayant          | Toshiba             | + 3"       |
| 5.      | Jean-Marie Wampers      | Panasonic-Sportlife | m.t.       |
| 6.      | Gilbert Duclos-Lassalle | Z                   | m.t.       |
| 7.      | Thomas Wegmüller        | Weinmann-SMM Uster  | + 7"       |
| 8.      | Adri Van der Poel       | Weinmann-SMM Uster  | + 10"      |
| 9.      | Rudy Dhaenens           | PDM-Concorde-Ultima | m.t.       |
| 10.     | John Talen              | Panasonic-Sportlife | m.t.       |